# 趙涵㨗
趙涵㨗（1963年8月1日—），中華民國電機工程與資訊科學學者，生於臺北市，籍貫上海市，為前國立中山大學校長、教育部政務次長趙金祁博士之子，美國普渡大學電機工程研究所博士，曾任國立東華大學校長暨終身特聘教授、國立宜蘭大學校長、國立宜蘭大學電機資訊學院創院院長、國立宜蘭大學圖書館長、臺灣歐洲聯盟中心副主席、淡江大學特聘講座教授，曾獲頒美國總統終身成就獎、史懷哲人類貢獻獎，也是英國電腦學會（BCS）與國際工程技術學會（IET）院士，現任佛光大學校長、國立東華大學榮譽校長暨榮譽講座教授。

## 生平
- 趙涵㨗父親為前國立中山大學校長、前中華民國教育部政務次長趙金祁博士。父子兩人先後擔任國立大學校長。
- 學歷:省立台北師專附小、私立延平初中、台北市立成功高中，國立成功大學電機學士，美國普渡大學電機電腦碩士、博士。
- 1993年學成返國，先在華梵大學待過半年服務，1994年5月轉任國立東華大學籌備處擔任副研究員，協助加州州立大學洛杉磯分校副校長牟宗燦創辦東華，並先後擔任國立東華大學資訊工程研究所創所教授、電機工程研究所創所教授、電機工程系主任、電子計算機中心主任。
- 2005年8月起轉任國立宜蘭大學圖書資訊館館長、電子計算機中心主任，並擔任電機資訊學院院長。
- 2008年9月同時獲聘至教育部兼任電子計算機中心主任及顧問室顧問，負責規劃全國資訊及通訊科技教育，如TANet之IPv6化、資訊教育、數位學習政策與提供偏遠地區數位機會等。
- 2010年8月起擔任國立宜蘭大學第三任校長。
- 2015年10月獲得國立東華大學校長遴選委員會通過，成為其第七任校長。
- 2016年1月23日–2024年1月22日，在國立東華大學擔任第七任、第八任校長，並獲國立東華大學理工學院終身特聘教授。[3]

趙涵㨗博士為國立宜蘭大學資工系、電子系與國立東華大學電機系合聘特聘教授、中華民國電腦學會及台灣國際網路學會理事長。同時為成功高中榮譽校友、英國電腦學會（BCS）與國際工程技術學會（IET）院士，且獲聘擔任國際知名學刊JIT，IJIPT，IJAHUC，IET Communications，IET Networks等收錄於SCI或EI的學刊總主編。

## 爭議
- 2020年4月24日因為COVID-19疫情而下達禁酒令，但是因為未經正式程序核准，遭到學生會批評校長「獨裁」。[4]